# Хор Аха

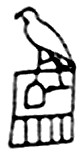
Имя Хор-Аха

Хор Аха — второй фараон I династии Раннего царства Древнего Египта, в современной египтологии чаще всего именно он считается настоящим объединителем Верхнего и Нижнего Египта, а также основателем Мемфиса. Вероятнее всего, был наследником Нармера. Альтернативная точка зрения утверждает, что Хор Аха (Тети) был сыном Менеса, известного также под именем Нармера.
Нерешённость вопроса о личности Хор Аха порождает новые дискуссии по поводу хронологических рамок процесса объединения Египта. Традиционно считается, что оно произошло при Нармере или при Менесе (Хор Ахе). Во всяком случае, древнеегипетское летописание берёт своё начало именно со времени правления Хор Аха. Восхождение Хор Аха на престол датируется 3118, 3100 или 3007 до н. э.

## Деятельность Хор Аха
Как полагают на основании археологических данных, на правление Хор Аха приходится начало древнеегипетского летописания, поскольку начался счёт лет по годам (каждый год получал особое название по примечательным событиям), что нашло своё отражение в летописи Палермского камня.
Хор Аха вёл войны в Нубии, наименование одного из его годов царствования звучит как «Хор Аха избил Сати (Нубию)». Остальные наименования годов свидетельствуют о мирном правлении Хор Аха и сводятся к празднествам, выходам, изготовлению идолов богов, посещению храмов. Возможно, что этот фараон воевал также с ливийцами, на что может указывать табличка из слоновой кости с изображением пленных ливийцев. Однако, чтение помещённых тут иероглифов как имя «Мина» остаётся спорным.
Если согласиться с тем, что Хор Аха был сыном Нармера и Нейтхотеп, то его претензии на власть как над Верхним, так и над Нижним Египтом покоились на прочном основании права победителя и наследника, и хотя создаётся впечатление, что не все жители Севера были согласны смириться с его властью, большая часть страны была всё же подчинена ему, и как египтяне, так и ливийцы почитали его и платили дань.

## Сооружения Хор Аха
В Накаде сохранилась гробница, которая, вероятно, была построена Хор Аха для своей матери Нейтхотеп (Нейт-хатпи, букв. «Милостива Нейт»), в пользу чего говорит тот факт, что в этой гробнице наряду с именем фараона обнаружено также и её имя. Помимо вероятной гробницы Нейтхотеп, сохранились ещё два крупных сооружения этого царя (в Абидосе и Саккаре). Возможно, они строились как его северная и южная гробницы и дали начало традиции фараонов Раннего и особенно Древнего царства строить двойные гробницы, символизировавшие равноправие Верхнего и Нижнего Египта.
Абидосская гробница, самая большая в северо-западной группе гробниц, была приписана Хор Аха исходя из предметов, найденных во время раскопок. Как и все архаические гробницы в Абидосе, здесь надземная часть также почти полностью развалилась, а сохранилось лишь большое помещение, вырытое в грунте и обложенное рядами кирпича. В полу этого подземного помещения прослеживаются отверстия для деревянных столбов, которые, по-видимому, поддерживали крышу гробницы. Общие размеры монумента, включая толстые подпорные стенки, составляют 11,7 × 9,4 м. В маленькой гробнице, прилегающей к этой гробнице, была найдена небольшая золотая пластинка. На ней выгравировано имя Хор-Аха, но её назначение так и остаётся непонятным.
Северная гробница в Саккаре представляет собой гораздо более обширное и претенциозное сооружение; хотя по величине она и уступает гробнице царицы Нейтхотеп, но сходна с ней по общему оформлению. Она более изощрённа и выказывает признаки дальнейшего развития в основном благодаря подземной усыпальнице, которая состоит из большой прямоугольной ямы, высеченной в слежавшемся гравии и в скале, и разделена перекрёстными стенами на пять обособленных помещений. Эти подземные помещения были сверху перекрыты деревянной крышей, а выше, уже на уровне почвы, было возведено большое прямоугольное надземное помещение из кирпича, полое изнутри и разделённое на двадцать семь кладовых или хранилищ для дополнительных погребальных принадлежностей.
Наружные стены строения были украшены панелями с углублениями. Все сооружение было окружено двумя стенами, а его размеры достигали 48,2 × 22 м. На северной стороне гробницы находился целый ряд моделей зданий и большая могила для ладьи, отделанная посредством кирпичной кладки. Могила для ладьи изначально содержала в себе деревянную «солнечную ладью», в которой дух великого царя мог путешествовать вместе с небесными богами, пересекая небеса днём, а ночью плывя по подземному царству.
Как в Абидосе, так и в Саккаре были обнаружены предметы с именем Хор Аха. В основном это деревянные ярлыки и глиняные печати на сосудах. Что же касается гробницы в Саккаре, то там были найдены сотни горшочков, на каждом из которых стояло царское имя и указывалось содержание.
Из Абидоса до нас дошли мелкие предметы из слоновой кости и ярлыки с именем Има-Иб, которое, возможно, переводится «Приятным сердцем». Гробница этого частного лица была обнаружена в северо-западной группе усыпальниц некрополя в Абидосе поблизости от сооружения, приписываемого Хор Аха, а потому не исключено, что Има-Иб была женщиной, и даже, возможно, женой этого царя.